# Rechtstheorie (Zeitschrift)
Rechtstheorie ist eine 1970 begründete interdisziplinäre sowie internationale juristische Fachzeitschrift. Sie trägt den Untertitel Zeitschrift für Logik und juristische Methodenlehre, allgemeine Rechts- und Staatslehre, Kommunikations- Normen- und Handlungstheorie, Soziologie und Philosophie des Rechts. Die Zeitschrift vereint Beiträge in deutscher oder englischer Sprache aus dem Bereich der Rechtstheorie und aus angrenzenden Fachgebieten. Die Zeitschrift ist sowohl als Printausgabe als auch als Online-Publikation zu beziehen.
Rechtstheorie erschien zu Beginn mit dem Titel-Zusatz „Zeitschrift für Logik, Methodenlehre, Kybernetik und Soziologie des Rechts“.
Parallel zur Zeitschrift erscheint eine Beiheft-Reihe (Beihefte Rechtstheorie), in der bisher 22 Bände (Stand: November 2021) publiziert wurden.